# Kaipan

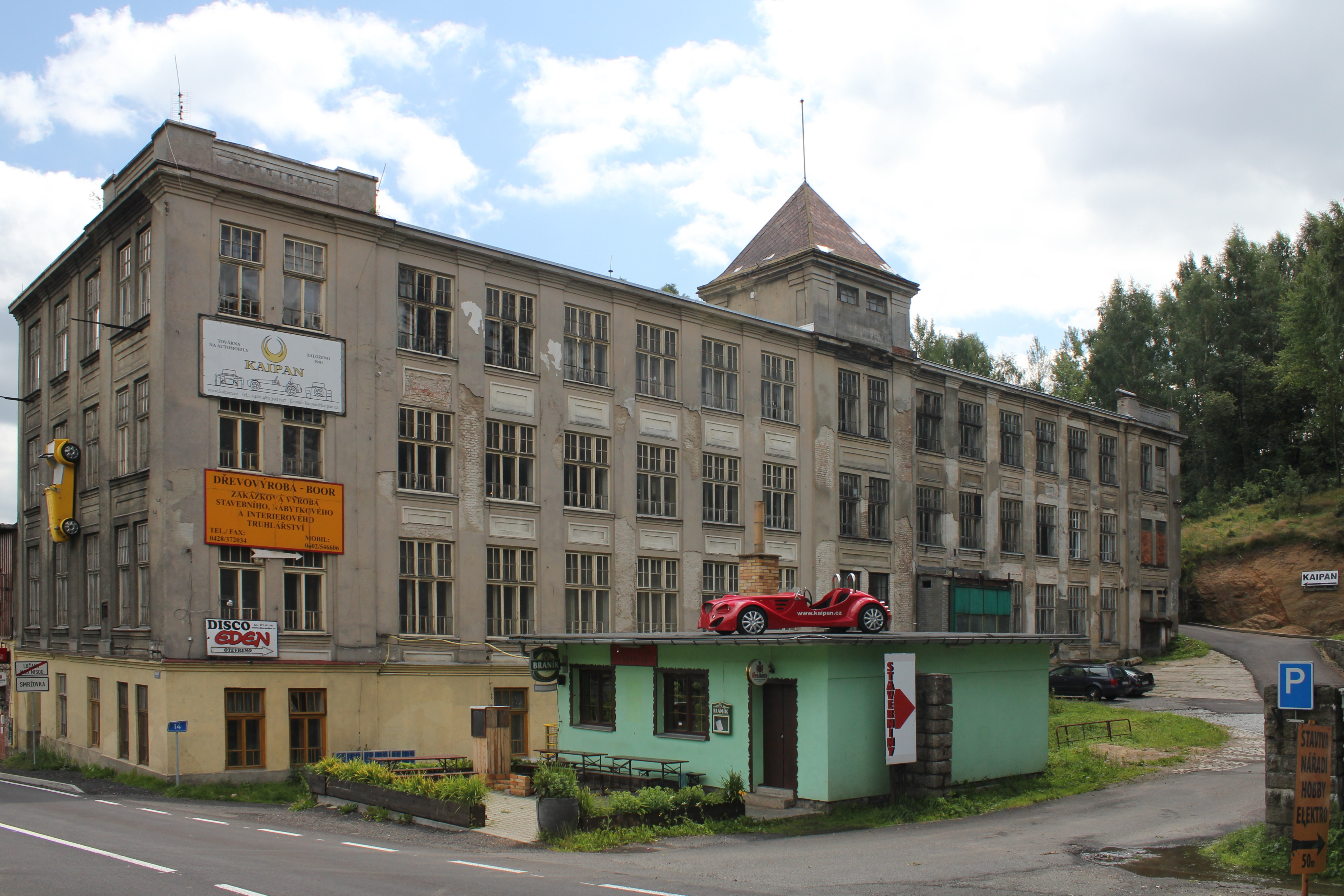
Produktionsgebäude von Kaipan in Smržovka

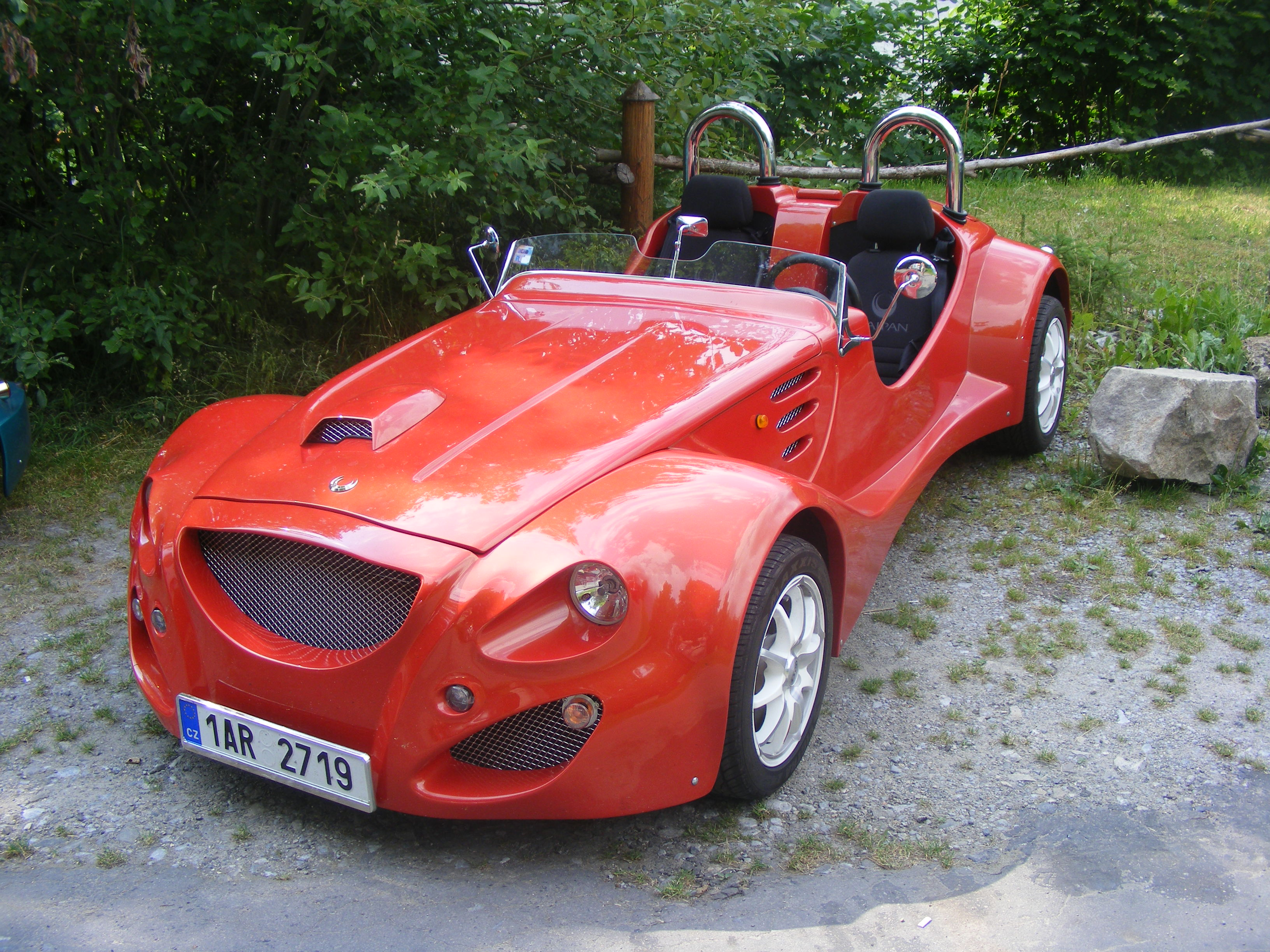
Kaipan Roadster

Kaipan s. r. o. ist ein tschechischer Hersteller von Automobilen.

## Unternehmensgeschichte
Das Unternehmen wurde 1991 in Prag zur Produktion von Automobilen gegründet. Die Vorstellung des ersten Prototyps fand 1992 statt. Die Serienfertigung begann 1997. Der Markenname lautet Kaipan. 2003 erfolgte der Umzug nach Smržovka.

## Fahrzeuge
Das Unternehmen stellt Roadster her, die dem Lotus Seven ähneln. Auf einen Rohrrahmen wird eine Karosserie aus Kunststoff montiert. Im ersten Modell 47 sorgte ein Motor von Ford mit 2000 cm³ Hubraum und 105 PS Leistung für den Antrieb. Das darauffolgende Modell Kaipan 57 wird von einem Vierzylindermotor von Audi angetrieben. Der Motor mit 1781 cm³ Hubraum und 150 PS Leistung verfügt über Fünfventiltechnik und einen Turbolader. 2006 folgte der Kaipan 14 mit einem 1,3-Liter-Motor von Škoda. Seit 2012 ergänzt der Kaipan 16 das Sortiment.
Produktionszahlen:
| Jahr | Stückzahl | Quelle      |
| ---- | --------- | ----------- |
| 1998 | 6         | [ 2 ]       |
| 1999 | 6         | [ 2 ]       |
| 2000 | 11        | [ 2 ]       |
| 2001 | 19        | [ 2 ]       |
| 2002 | 3         | [ 2 ]       |
| 2003 | 18        | [ 2 ] [ 3 ] |
| 2004 | 16        | [ 2 ] [ 3 ] |
| 2005 | 14        | [ 3 ]       |
| 2006 | 16        | [ 3 ]       |

Bis 2011 sind 340 Fahrzeuge überliefert.